# Élaine Greffulhe
Élaine Greffulhe (19 marzo 1882 – 11 febbraio 1958) divenne la duchessa di Gramont per matrimonio.
Era la figlia del conte Greffulhe e sua moglie, Élisabeth di Riquet de Caraman-Chimay (che si dice fosse un modello per la duchessa di Guermantes nel romanzo di Marcel Proust "Alla ricerca del tempo perduto"). Nel 1904 sposò Armand de Gramont, che in seguito divenne il XII duca di Gramont.
Un raro filmato mostra Proust (col cappello a bombetta e cappotto grigio) al matrimonio di Gramont nel 1904. Il regalo di nozze di Proust a Gramont era un revolver in una custodia di pelle con iscrizioni di versi tratti dai poemi d'infanzia della sposa.